# Pleurospermum hedinii
Pleurospermum hedinii är en flockblommig växtart som beskrevs av Friedrich Ludwig Diels. Pleurospermum hedinii ingår i släktet piplokor, och familjen flockblommiga växter. Inga underarter finns listade i Catalogue of Life.